# Речные заводи (фильм, 1972)
«Речные заводи» (кит. 水滸傳, англ. The Water Margin) — гонконгский фильм режиссёров Чжан Чэ, Пао Сюэли и У Ма, снятый на студии братьев Шао. Премьера состоялась 17 марта 1972 года в Гонконге. Картина основана на китайском классическом романе «Речные заводи». Фильм также известен под названием «Семь ударов дракона» (англ. Seven Blows of the Dragon).

## Сюжет
Глава Ляншаня Чао Гай попал в засаду и был убит Ши Вэньгуном. Соратники убитого клянутся отомстить. Нынешние фактические вожди Ляншаня, Сун Цзян и У Юн, считают, что Лу Цзюньи (бывший сверстник[уточнить] Вэньгуна) мог бы очень помочь им в плане мести. Преступники также полагают, что если Цзюньи будет на их стороне, с ними будет и подручный Цзюньи, Янь Цин, который также является экспертом в боевых искусствах.
У Юн переодевается как предсказатель и проникает в северную столицу, где остановился Лу Цзюньи, с Ли Куем, изображающего помощника. Они приходят к нему и сообщают, что его постигнет большое несчастье, если он не пройдёт тысячу миль на юго-восток. Цзюньи скептически относится к советам и спрашивает мнение Янь Цина. К тому времени Цин раскрывает Ли Куя и провоцирует вспыльчивого Куя на драку. Ли Куй побеждён и отправлен в тюрьму вместе со своим начальником. У Юну удаётся убедить Цзюньи освободить их. В этот момент человек Цзюньи, Ли Гу, у которого тайный роман с женой Цзюньи, сообщает властям о местоположении бандитов с целью захватить состояние своего мастера. Когда солдаты прибывают схватить бандитов, Лу Цзюньи отдаёт приказ Янь Цину отправить У Юна и Ли Куя в безопасное место, пока он разбирается с солдатами. Цзюньи арестовывают. Цин освобождает из тюрьмы своего мастера, но его снова берут под стражу, когда Цин оставляет его на короткое время одного.
Янь Цин едет в Ляншань обратиться за помощью и грабит двоих людей ради денег на дорожные расходы. Эти двое оказываются преступниками с Ляншаня, один из которых Ши Сю. Сю идёт спасать Лу Цзюньи, а его товарищ отводит Янь Цина в Ляншань. Прибыв в город, Ши Сю видит, как Цзюньи собираются казнить на рыночной площади, поэтому он в одиночку пытается освободить приговорённого к смерти. В конечном итоге оба попадают в плен.
Между тем Янь Цин встречается с преступниками Ляншаня, а затем они разрабатывают план по проникновению в северную столицу для освобождения Цзюньи и Сю. Они окружают место казни и атакуют солдат, в то время как заключённых собираются обезглавить. На этот раз преступники одолевают солдат и быстро берут под свой контроль площадь. В сопровождении преступников Лу Цзюньи отправляется домой и убивает Ли Гу, в то время как с его неверной женой расправляется Янь Цин.
Когда преступники покидают город, они сталкиваются с Ши Вэньгуном и его людьми, что приводит к битве. Войска Вэньгуна разгромлены, поэтому он вызывает преступников на поединки со своими пятью учениками. Эти пятеро бьются с Линь Чуном, Ли Куем, Ху Саньнян, У Суном и Ши Сю, в то время как Лу Цзюньи противостоит Ши Вэньгуну. Ученики Вэньгуна проигрывают, а Цзюньи всё ещё пытается победить Вэньгуна. Янь Цин и Ли Куй присоединяются к драке, и Вэньгун получает серьёзное ранение, но остаётся в живых. После объявления о том, что Лу Цзюньи становится новым лидером Ляншаня, Ши Вэньгун кончает жизнь самоубийством. Преступники, видя, что месть удалась, возвращаются в свою крепость.

## В ролях
| - Дэвид Цзян — Янь Цин - Ти Лун — У Сун - Лили Хо — Ху Саньнян - Юэ Хуа — Линь Чун - Цзинь Фэн — У Юн - Ку Фэн — Сун Цзян - Тэцуро Тамба — Лу Цзюньи - Чин Мяо — Цэн Чангуань - Вон Чун — Ши Сю - Ван Гуанъюй — Цэн Ми - Вон Чхинхо — чиновник - У Ма — Ши Цянь - Тхинь Чхин — Ли Гу - Тун Линь — Чао Гай - Ли Юньчжун — секретарь государственной канцелярии Лян - Лэй Хан — Дай Цзун - Лэй Маньтхай — Сюэ Ба - Сам Лоу — младший архивариус Чжан - У Чицинь — Ян Сюн - Лин Лин — госпожа Цзя - Ху Вэй — Цай Фу - Пол Чхёнь — Хуа Жун - Брюс Тхон — Цэн Шэн | - Чэнь Гуаньтай — Ши Цзинь - Чань Чхюнь — Цэн Куй - Лён Сёнвань — Лю Тан - Чжан Ян — Чай Цзинь - Чён Пань — Цэн Ту - Пхан Пхан — Лу Чжишэнь - Вон Пхуйкэй — Цэн Со - Вон Чхин — сумоист - Ён Чаклам — Цай Цин - Лэй Лун — Цинь Мин - Чжэн Лэй — Ван Ин - Фань Мэйшэн — Ли Куй - Лау Тань — Лэй Хэн - Лю Ган — Ли Чэн - Лоу Вай — Дун Чао - Лань Вэйле — главный сумоист - Ло Вай — Чжу Тун - Джеймс Нам — генерал Вэнь Та - Сяо Сяо — Цуй Хун - Куросава Тосио — Ши Вэньгун - Дэнни Ли — Чжан Шунь - Хо Хоньчау — Чжан Хэн - Цзе Юань — сумоист |

## Съёмочная группа
- Компания: Shaw Brothers
- Продюсер: Шао Жэньмэй[кит.]
- Режиссёр: Чжан Чэ, Пао Сюэли, У Ма[кит.]
- Сценарист: Чжан Чэ, Ни Куан[кит.]
- Ассистент режиссёра: Джон Ву, Годфри Хо[англ.]
- Постановка боевых сцен: Лю Цзялян, Тан Цзя[кит.], Лау Кавин[англ.], Чань Чхюнь
- Художник Джонсон Цао
- Монтажёр: Куок Тхинхун
- Дизайнер по костюмам: Лэй Кхэй, Камбер Хуан
- Оператор: Гун Мудо
- Композитор: Фрэнки Чань[кит.]

## Номинации
10-й Тайбэйский кинофестиваль Golden Horse (1972) — номинация в следующей категории:
- Лучший художественный фильм

## Продолжение
В 1975 году вышло продолжение — «Все люди — братья» (кит. 蕩寇誌, англ. All Men Are Brothers).